# Кэмерон, Дэйв
Дэйв Уильям Кэмерон (англ. David William Cameron, 28 июля 1958, Шарлоттаун, Канада) — канадский хоккеист и тренер.

## Биография
В качестве хоккеиста провел более 100 матчей в НХЛ за «Колорадо Рокиз» и «Нью-Джерси Девилз», однако большую часть своей карьеры провел в низших североамериканских и в канадских юниорских лигах. В них Кэмерон начал свою тренерскую карьеру.

### Работа с канадскими сборными
Со временем ему удалось попасть в штаб юниорской и молодежной сборной Канады. Некоторое время наставник возглавлял канадскую молодежку, которая под его руководством уступила России в финале Чемпионата мира (U20) 2011 года. По итогам двух периодов канадцы вели в счете (3:0), но в заключительном отрезке игры пропустили пять шайб и уступили (5:3). Журналисты назовут этот матч «канадским крахом». Тренер очень тяжело переживал эту ситуацию. В интервью канадской прессе он признавался, что из-за жутких воспоминаний он четыре года не мог смотреть встречи МЧМ.
В 2016 году Кэмерон был ассистентом Билла Питерса в сборной Канаде на Чемпионате мира в России. По его итогам «кленовые листья» победили в нем.
Летом 2021 года специалист спустя десять лет вновь возглавил молодежную сборную страны. Второй заход в нее оказался более успешным: летом 2022 года канадцы завоевали золото на домашнем молодежном Чемпионате мира.

### Оттава Сенаторз
На клубном уровне Дэйв Кемерон долгое время работал в системе «Оттавы Сенаторз». В 2011 году он стал помощником Полу Маклину в главной команде в НХЛ. 8 декабря 2014 года после увольнения наставника, Кэмерон самостоятельно возглавил «Сенс». После его назначения «Оттаве» удалось ликвидировать большое отставание и пройти в плей-офф Кубка Стенли. В первом раунде она в шести матчах уступила «Монреаль Канадиенс». По итогам сезона Дэйв Кэмерон был номинирован на премию «Джек Адамс Эворд» — приз лучшему тренеру регулярного чемпионата. После окончания сезона он продлил с клубом контракт на два года. Однако второй полноценный тренерский сезон в НХЛ у специалиста не задался: «Оттава» не смогла выйти в плей-офф, после чего штаб Кэмерона и генеральный менеджер Билла Мюррей были отправлены в отставку.
После своего ухода из клуба, Кэмерон был помощником Глена Галуцена в «Калгари Флэймз», а затем возглавлял австрийскую «Вену Кэпиталз».

### Прочее
В мае 2023 года Дэйв Кэмерон был одним из вероятных кандидатов на пост главного тренера омского «Авангарда».

## Достижения

### Тренера
- Победитель Чемпионата мира среди молодежных команд (1): 2022.
- Серебряный призер Чемпионата мира среди молодежных команд (1): 2011.
- Победитель регулярного сезона OHL (1): 2022/23.

### Ассистента
- Чемпион мира (1): 2016.
- Победитель Чемпионата мира среди молодежных команд (1): 2009.
- Серебряный призер Чемпионата мира среди молодежных команд (1): 2010.

## Личная жизнь
После окончания университета некоторое время работал методистом-консультантом в Scotiabank. Вместе со своей супругой живет в городе Окотокс. Имеет двоих сыновей, один из которых Коннор (род. 1985) продолжил дело отца. В 31 год он некоторое время возглавлял «Медвешчак», став самым молодым тренером в истории КХЛ.